# Ericus Kindahl
Ericus Kindahl, född 16 mars 1706 i Kisa församling, Östergötlands län, död 1 maj 1773 i Östra Husby församling, Östergötlands län, var en svensk präst.

## Biografi
Ericus Kindahl föddes 1706 i Kisa församling. Han var son till bonden Anders Ericsson och Christina Andersdotter på Bjärkeryd. Kindahl blev höstterminen 1731 student vid Lunds universitet och avlade 1739 filosofie kandidatexamen. Han prästvigdes 9 juli 1740 och blev 1742 komminister i Sankt Johannes församling. År 1753 blev han kyrkoherde i Kristbergs församling och 9 maj 1763 kyrkoherde i Östra Husby församling. Kindahl avled 1773 i Östra Husby församling.
Kindahl var opponent vid prästmötet 1751. Ett porträtt av Kindahl finns i Östra Husby kyrkas sakristia.

### Familj
Kindahl gifte sig 21 juli 1742 med Maria Elisabet Kylander (1717–1788). Hon var dotter till kyrkoherden i Häradshammars församling. De fick tillsammans barnen extra ordinarie prästmannen Petrus Kindahl, Elisabeth Christina Kindahl (1745–1746), Christina Elisabeth Kindahl som var gift med kyrkoherden Per Lundborg i Herrestads församling, Andreas Kindahl (1747–1748), Anna Maria Kindahl (1749–1760), Margareta Catharina Kindahl (1752–1752) och stadskassören Johan Kindahl (1755–1796) i Söderköping.